# Chiến tranh Do Thái-La Mã thứ nhất
Chiến tranh Do Thái-La Mã thứ nhất (năm 66-73), đôi khi được gọi là Cuộc Nổi dậy lớn (tiếng Hebrew: המרד הגדול ha-Mered Ha-Gadol), là cuộc nổi dậy đầu tiên trong ba cuộc nổi dậy lớn của người Do Thái chống lại Đế quốc La Mã, giao chiến trong Đông Địa Trung Hải. Cuộc chiến tranh Do Thái-La Mã đầu tiên diễn ra chủ yếu ở tỉnh Judea (Iudaea); thứ hai là chiến tranh Kitos trong các năm 115–117, diễn ra chủ yếu ở cộng đồng người Do Thái (ở Cyprus, Ai Cập, Mesopotamia và chỉ ở Judea), và thứ ba là cuộc nổi dậy của Bar Kokhba giai đoạn các năm 132-136, tập trung ở tỉnh Judea.
Cuộc Nổi loạn lớn bắt đầu vào năm 66, bắt nguồn từ những căng thẳng về tôn giáo và sắc tộc của người Do Thái và La Mã. Cuộc khủng hoảng leo thang do các cuộc biểu tình chống thuế và các cuộc tấn công vào công dân La Mã. Thống đốc La Mã, Gessius Florus, trả lời bằng cách cướp bóc Đền thờ Do Thái, tuyên bố số tiền thu là cho Hoàng đế La Mã, và ngày hôm sau phát động một cuộc đột kích vào thành phố, bắt giữ nhiều nhân vật Do Thái cao cấp. Điều này đã thúc đẩy một cuộc nổi loạn rộng lớn hơn và quân đội La Mã đóng ở Judaea nhanh chóng bị các phiến quân đánh bại, trong khi vị vua thân La Mã Herod Agrippa II, cùng với các quan chức La Mã, đã bỏ trốn khỏi Jerusalem. Khi rõ ràng cuộc nổi dậy đã vượt khỏi tầm kiểm soát, Cestius Gallus, legatus của Syria, mang quân đội Syria, dựa trên Legion XII Fulminata và được củng cố bởi quân tiếp viện, để khôi phục trật tự và dập tắt cuộc nổi dậy. Bất chấp những tiến bộ ban đầu và cuộc chinh phục của Jaffa, Quân đoàn Syria bị phục kích và đánh bại bởi các phiến quân Do thái tại trận Belth Horon với 6.000 người La Mã bị tàn sát quila của Legion bị mất. Trong thời gian 66, Chính phủ tự do Judea được thành lập tại Jerusalem bao gồm cựu linh mục Ananus ben Ananus, Joseph ben Gurion và Joshua ben Gamla được bầu làm lãnh đạo. Yosef ben Matityahu được bổ nhiệm làm chỉ huy nổi dậy ở Galilee và Eleazar ben Hanania làm tư lệnh tại Edom. Sau đó, tại Jerusalem, một nỗ lực của Menahem ben Yehuda, lãnh đạo của Sicarii, để kiểm soát thành phố đã bị thất bại. Ông bị xử tử và Sicarii còn lại bị đẩy lùi ra khỏi thành phố. Simon bar Giora, một nhà lãnh đạo nông dân, cũng bị trục xuất bởi chính phủ mới.